# Guachinango
Guachinango é um município do estado de Jalisco, no México.
Em 2005, o município possuía um total de 4.138 habitantes.